# 바체-이-심심
바체-이-심심("참깨 정원"이라는 뜻)은 미국 세서미 스트리트를 본따 다리어와 파슈토어로 진행되는 어린이 TV 시리즈로, 2011년 12월에 아프가니스탄에서 방송되기 시작하였다. 프로그램에 출연하는 캐릭터로는 빅 버드, 쿠키 몬스터, 엘모, 애비 캐대비, 카즈콜 (그로버 역), 하디 (어니 역)와 버트를 포함한다. 2016년 4월에는, 자리의 이름을 가진 아프가니스탄 여성 인형이 바체-이-심심에 추가되었다.

## 역사
세서미 스트리트는 2004년 코체 세서미로 아프가니스탄에 처음으로 소개되었고, 당시에는 국영 텔레비젼에 방송되거나 DVD 형태로 교육 도구로 이용되기도 하였다. 방송된 프로그램의 일부분 중에는 "세계 일주하는 그로버", "세서미 스트리트", "플레이 위드 미 세서미"가 포함되었는데, 이 부분들은 모두 미국 세서미 스트리트의 부분들을 참고한 것이다. 새로운 바체-이-심심 버전은 아프가니스탄에서 부분적으로 촬영되고 나머지는 이집트와 방글라데시와 같은 이슬람 국가에서 차용해 온다, 이는 멕시코나 러시아와 편집 방식이 비슷하다.
프로젝트는 주 카불 미국 대사관이 지원하고 아프가니스탄 교육부가 협의하여 촬영되었다. 바체-이-심심의 첫 26시간 반 분량의 에피소드들은 다리어로 지역 채널 톨로 TV에서 방송되었다. 파슈토어 번전은 이후 레마르 TV에서 방송되었다. 아프가니스탄에서의 교육은 매우 낮은 수준이고, 아프가니스탄 전체 인구의 45%가 15세 이하인 점을 고려할 때, 바체-이-심심은 바로 이 문제를 해결하기 위해 고안되었다.
바체-이-심심 시즌 1의 총괄 프로듀서는 타니아 파르자나였다. 바체-이-심심 시즌 2, 시즌 3, 그리고 시즌 4 초반부의 총괄 프로듀서는 타리끼 끼유미이다.
- Sesame Street international co-productions